# Tony McLoughlin

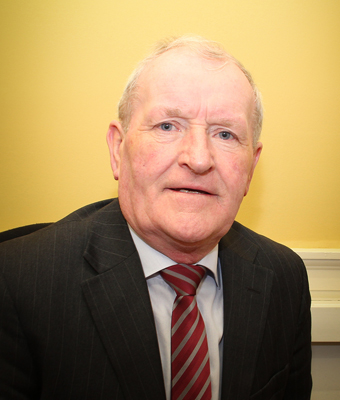
Tony McLoughlin (2016)

Anthony „Tony“ McLoughlin (irisch Antóin Mac Lochlainn, * 19. Januar 1949 in Sligo, County Sligo) ist ein früherer irischer Politiker der Fine Gael. Von 2011 bis 2020 war er Teachta Dála (Abgeordneter) im Dáil Éireann, dem irischen Unterhaus.

## Biografie
Tony McLoughlin war als Vertriebsmitarbeiter in den Countys Sligo und Leitrim beschäftigt. Sein Onkel war der frühere Abgeordnete Joseph McLoughlin (1916–1991).
1974 wurde McLoughlin erstmals in den Sligo County Council gewählt. Viermal hatte er das Amt des Bürgermeisters (Mayor of Sligo) inne. Bis einschließlich 2009 wurde er stets wiedergewählt. Er trat dann für die Fine Gael bei den Wahlen zum Dáil Éireann 2011 im Wahlkreis Sligo–North Leitrim an und konnte unmittelbar einen Sitz erringen. Diesen Sitz konnte er bei den Wahlen 2016, dann im Wahlkreis Sligo–Leitrim, verteidigen. Bei den Wahlen 2020 trat er nicht mehr an. 2107 brachte er einen eigenen Gesetzentwurf gegen Fracking ein, mit dem Beschluss des Gesetzes wurde Fracking in Irland verboten. 

## Privatleben
Tony McLoughlin ist mit Paula verheiratet, mit der er drei Kinder hat. 